# Max Mirnyj
Max Mirnyj, bělorusky Макс (Максім) Мірны (* 6. července 1977 Minsk) je bývalý profesionální běloruský tenista, olympijský vítěz ve smíšené čtyřhře z londýnských her, kde startoval v páru s Viktorií Azarenkovou a bývalá světová jednička v deblu.
Nejlepších výsledků dosáhl v mužské čtyřhře, ve které získal k červnu 2011 pět vítězství na grandslamových turnajích: dvakrát zvítězil na US Open a třikrát na French Open. Tituly si odnesl také z Wimbledonu 1998 a US Open 1998, kde vyhrál smíšenou čtyřhru společně s partnerkou Serenou Williamsovou a z US Open 2007, na kterém triumfoval s krajankou Viktorií Azarenkovou, v dalších třech finále grandslamu mixu odešel poražen.
Ve dvouhře se probojoval do čtvrtfinále na US Open 2002. Nejlepším umístěním na žebříčku ATP pro dvouhru je 18. místo ze srpna 2003.

## Finálové účasti na turnajích Grand Slamu

### Mužská čtyřhra: 10 (6–4)
| Stav      | rok  | turnaj          | povrch | spoluhráč       | soupeři ve finále                    | výsledek                |
| --------- | ---- | --------------- | ------ | --------------- | ------------------------------------ | ----------------------- |
| Vítěz     | 2000 | US Open         | tvrdý  | Lleyton Hewitt  | Ellis Ferreira Rick Leach            | 6–3, 5–7, 7–6(7–5)      |
| Vítěz     | 2002 | US Open         | tvrdý  | Mahesh Bhupathi | Jiří Novák Radek Štěpánek            | 6–3, 3–6, 6–4           |
| Finalista | 2003 | Wimbledon       | tráva  | Mahesh Bhupathi | Jonas Björkman Todd Woodbridge       | 6–3, 3–6, 6–7(4–7), 3–6 |
| Vítěz     | 2005 | French Open     | antuka | Jonas Björkman  | Bob Bryan Mike Bryan                 | 2–6, 6–1, 6–4           |
| Finalista | 2005 | US Open         | tvrdý  | Jonas Björkman  | Bob Bryan Mike Bryan                 | 1–6, 4–6                |
| Vítěz     | 2006 | French Open (2) | antuka | Jonas Björkman  | Bob Bryan Mike Bryan                 | 6–7\(7–5), 6–4, 7–5     |
| Finalista | 2006 | US Open         | tvrdý  | Jonas Björkman  | Martin Damm Leander Paes             | 7–6(7–5), 4–6, 3–6      |
| Finalista | 2007 | Australian Open | tvrdý  | Jonas Björkman  | Bob Bryan Mike Bryan                 | 5–7, 5–7                |
| Vítěz     | 2011 | French Open (3) | antuka | Daniel Nestor   | Juan Sebastián Cabal Eduardo Schwank | 7–6(7–3), 3–6, 6–4      |
| Vítěz     | 2012 | French Open (4) | antuka | Daniel Nestor   | Bob Bryan Mike Bryan                 | 6–4, 6–4                |

### Smíšená čtyřhra: 8 (4–4)
| Stav      | rok  | turnaj          | povrch | spoluhráčka         | soupeři ve finále                         | výsledek           |
| --------- | ---- | --------------- | ------ | ------------------- | ----------------------------------------- | ------------------ |
| Vítěz     | 1998 | Wimbledon       | tráva  | Serena Williamsová  | Mahesh Bhupathi Mirjana Lučićová          | 6–4, 6–4           |
| Vítěz     | 1998 | US Open         | tvrdý  | Serena Williamsová  | Patrick Galbraith Lisa Raymondová         | 6–2, 6–2           |
| Finalista | 1999 | Australian Open | tvrdý  | Serena Williamsová  | David Adams Mariaan de Swardtová          | 4–6, 6–4, 6–7(5–7) |
| Finalista | 2000 | US Open         | tvrdý  | Anna Kurnikovová    | Jared Palmer Arantxa Sánchezová Vicariová | 4–6, 3–6           |
| Finalista | 2007 | Australian Open | tvrdý  | Viktoria Azarenková | Daniel Nestor Jelena Lichovcevová         | 4–6, 4–6           |
| Vítěz     | 2007 | US Open (2)     | tvrdý  | Viktoria Azarenková | Leander Paes Meghann Shaughnessyová       | 6–4, 7–6(8–6)      |
| Vítěz     | 2013 | US Open (3)     | tvrdý  | Andrea Hlaváčková   | Santiago González Abigail Spearsová       | 7–6(7–5), 6–3      |
| Finalista | 2014 | Wimbledon       | tráva  | Čan Chao-čching     | Nenad Zimonjić Samantha Stosurová         | 4–6, 2–6           |

## Utkání o olympijské medaile

### Smíšená čtyřhra: 1 (1 zlatá medaile)
| Stav  | rok  | turnaj                 | povrch | spoluhráč           | soupeři ve finále           | výsledek         |
| ----- | ---- | ---------------------- | ------ | ------------------- | --------------------------- | ---------------- |
| Zlato | 2012 | Londýn, Velká Británie | tráva  | Viktoria Azarenková | Laura Robsonová Andy Murray | 2–6, 6–3, [10–8] |

## Finálové účasti na turnajích ATP World Tour (74)

### Dvouhra: 4 (1–3)
| Legenda                                                         |
| Grand Slam (0)                                                  |
| Tennis Masters Cup / ATP World Tour Finals (0)                  |
| ATP Masters Series / ATP World Tour Masters 1000 (0–1)          |
| ATP International Series Gold / ATP World Tour 500 Series (1–1) |
| ATP International Series / ATP World Tour 250 Series (0–1)      |

| Stav      | Č. | Datum           | Turnaj                         | Povrch | Soupeř ve finále | Výsledek      |
| --------- | -- | --------------- | ------------------------------ | ------ | ---------------- | ------------- |
| Finalista | 1. | 21. října 2001  | Stuttgart, Německo             | tvrdý  | Tommy Haas       | 2–6, 2–6, 2–6 |
| Vítěz     | 1. | 23. února 2003  | Rotterdam, Nizozemsko          | tvrdý  | Raemon Sluiter   | 7–6(7–3), 6–4 |
| Finalista | 2. | 20. února 2005  | Memphis, Spojené státy         | tvrdý  | Kenneth Carlsen  | 5–7, 5–7      |
| Finalista | 3. | 19. června 2005 | Nottingham, Spojené království | tráva  | Richard Gasquet  | 2–6, 3–6      |

### Čtyřhra – výhry (39)
| Legenda                                                       |
| Grand Slam (6)                                                |
| Tennis Masters Cup / ATP World Tour Finals (1)                |
| ATP Masters Series / ATP World Tour Masters 1000 (17)         |
| ATP International Series Gold / ATP World Tour 500 Series (7) |
| ATP International Series / ATP World Tour 250 Series (13)     |

| Č.  | Datum              | Turnaj                | Povrch    | Partner           | Soupeři ve finále                    | Výsledek            |
| 1.  | 2. únor 1997       | Šanghaj, Čína         | koberec   | Kevin Ullyett     | Tomas Nydahl Stefano Pescosolido     | 7–6, 6–7, 7–5       |
| 2.  | 7. únor 1999       | Marseille, Francie    | tvrdý     | Andrej Olchovskij | David Adams Pavel Vízner             | 7–5, 7–6(7)         |
| 3.  | 7. březen 1999     | Kodaň, Dánsko         | koberec   | Andrej Olchovskij | Marc-Kevin Goellner David Prinosil   | 6–7(5), 7–6(4), 6–1 |
| 4.  | 9. květen 1999     | Delray Beach, USA     | antuka    | Nenad Zimonjić    | Doug Flach Brian MacPhie             | 7–6(3), 3–6, 6–3    |
| 5.  | 17. říjen 1999     | Singapur, Singapur    | tvrdý     | Eric Taino        | Todd Woodbridge Mark Woodforde       | 6–3, 6–4            |
| 6.  | 9. leden 2000      | Dauhá, Katar          | tvrdý     | Mark Knowles      | Alex O'Brien Jared Palmer            | 6–3, 6–4            |
| 7.  | 10. září 2000      | US Open, USA          | tvrdý     | Lleyton Hewitt    | Ellis Ferreira Rick Leach            | 6–4, 5–7, 7–6(5)    |
| 8.  | 19. listopad 2000  | Paříž, Francie        | koberec   | Nicklas Kulti     | Paul Haarhuis Daniel Nestor          | 6–4, 7–5            |
| 9.  | 7. říjen 2001      | Moskva, Rusko         | koberec   | Sandon Stolle     | Mahesh Bhupathi Jeff Tarango         | 6–3, 6–0            |
| 10. | 21. říjen 2001     | Stuttgart, Německo    | tvrdý     | Sandon Stolle     | Ellis Ferreira Jeff Tarango          | 7–6(7), 7–6(4)      |
| 11. | 24. únor 2002      | Rotterdam, Nizozemsko | tvrdý     | Roger Federer     | Mark Knowles Daniel Nestor           | 4–6, 6–3, 10–4      |
| 12. | 8. září 2002       | US Open, USA          | tvrdý     | Mahesh Bhupathi   | Jiří Novák Radek Štěpánek            | 6–3, 3–6, 6–4       |
| 13. | 6. říjen 2002      | Moskva, Rusko         | koberec   | Roger Federer     | Joshua Eagle Sandon Stolle           | 6–4, 7–6(7)         |
| 14. | 30. březen 2003    | Miami, USA            | tvrdý     | Roger Federer     | Leander Paes David Rikl              | 7–5, 6–3            |
| 15. | 13. duben 2003     | Estoril, Portugalsko  | antuka    | Mahesh Bhupathi   | Lucas Arnold Ker Mariano Hood        | 6–1, 6–2            |
| 16. | 20. duben 2003     | Monte Carlo, Monako   | antuka    | Mahesh Bhupathi   | Michaël Llodra Fabrice Santoro       | 6–4, 3–6, 7–6(6)    |
| 17. | 10. srpen 2003     | Montréal, Kanada      | tvrdý     | Mahesh Bhupathi   | Jonas Björkman Todd Woodbridge       | 6–3, 7–6(4)         |
| 18. | 5. říjen 2003      | Moskva, Rusko         | koberec   | Mahesh Bhupathi   | Wayne Black Kevin Ullyett            | 6–3, 7–5            |
| 19. | 19. říjen 2003     | Madrid, Španělsko     | tvrdý     | Mahesh Bhupathi   | Wayne Black Kevin Ullyett            | 6–2, 2–6, 6–3       |
| 20. | 9. květen 2004     | Řím, Itálie           | antuka    | Mahesh Bhupathi   | Wayne Arthurs Paul Hanley            | 2–6, 6–3, 6–4       |
| 21. | 27. březen 2005    | Miami, USA            | tvrdý     | Jonas Björkman    | Wayne Black Kevin Ullyett            | 6–1, 6–2            |
| 22. | 15. květen 2005    | Hamburg, Německo      | antuka    | Jonas Björkman    | Michaël Llodra Fabrice Santoro       | 4–6, 7–6(2), 7–6(3) |
| 23. | 5. červen 2005     | French Open, Francie  | antuka    | Jonas Björkman    | Bob Bryan Mike Bryan                 | 2–6, 6–1, 6–4       |
| 24. | 21. srpen 2005     | Cincinnati, USA       | tvrdý     | Jonas Björkman    | Wayne Black Kevin Ullyett            | 7–6(3), 6–2         |
| 25. | 16. říjen 2005     | Moskva, Rusko         | koberec   | Michail Južnyj    | Igor Andrejev Nikolaj Davyděnko      | 5–1, 5–1            |
| 26. | 8. leden 2006      | Dauhá, Katar          | tvrdý     | Jonas Björkman    | Christophe Rochus Olivier Rochus     | 2–6, 6–3, 10–8      |
| 27. | 2. duben 2006      | Miami, USA            | tvrdý     | Jonas Björkman    | Bob Bryan Mike Bryan                 | 6–4, 6–4            |
| 28. | 23. duben 2006     | Monte Carlo, Monako   | antuka    | Jonas Björkman    | Fabrice Santoro Nenad Zimonjić       | 6–2, 7–6(2)         |
| 29. | 11. červen 2006    | French Open, Francie  | antuka    | Jonas Björkman    | Bob Bryan Mike Bryan                 | 6–7(5), 6–4, 7–5    |
| 30. | 23. červenec 2006  | Stuttgart, Německo    | antuka    | Gastón Gaudio     | Yves Allegro Robert Lindstedt        | 7–5, 6–7(4), 12–10  |
| 31. | 20. srpen 2006     | Cincinnati, USA       | tvrdý     | Jonas Björkman    | Bob Bryan Mike Bryan                 | 3–6, 6–3, 10–7      |
| 32. | 19. listopad 2006  | Šanghaj, Čína         | tvrdý     | Jonas Björkman    | Mark Knowles Daniel Nestor           | 6–2, 6–4            |
| 33. | 14. říjen 2007     | Stockholm, Švédsko    | tvrdý     | Jonas Björkman    | Arnaud Clément Michaël Llodra        | 6–4, 6–4            |
| 34. | 17. únor 2008      | Delray Beach, USA     | tvrdý     | Jamie Murray      | Bob Bryan Mike Bryan                 | 6–4, 3–6, 10–6      |
| 35. | 12. říjen 2008     | Vídeň, Rakousko       | tvrdý     | Andy Ram          | Philipp Petzschner Alexander Peya    | 6–1, 7–5            |
| 36. | 4. duben 2009      | Miami, USA            | tvrdý     | Andy Ram          | Ashley Fisher Stephen Huss           | 6–7(4), 6–2, 10–7   |
| 37. | 14. listopadu 2010 | Paříž, Francie        | tvrdý (h) | Mahesh Bhupathi   | Mark Knowles Andy Ram                | 7–5, 7–5            |
| 38. | 20. února 2011     | Memphis, USA          | tvrdý (h) | Daniel Nestor     | Eric Butorac Jean-Julien Rojer       | 6–2, 6–7(6), [10–3] |
| 39. | 4. června 2011     | French Open, Paříž    | antuka    | Daniel Nestor     | Juan Sebastián Cabal Eduardo Schwank | 7–6(3), 3–6, 6–4    |

### Čtyřhra – prohry (35)
| Legenda                                                       |
| Grand Slam (4)                                                |
| Tennis Masters Cup / ATP World Tour Finals (2)                |
| ATP Masters Series / ATP World Tour Masters 1000 (11)         |
| ATP International Series Gold / ATP World Tour 500 Series (5) |
| ATP International Series / ATP World Tour 250 Series (13)     |

| Č.  | Datum              | Turnaj                             | Povrch    | Partner                | Vítězové                          | Výsledek              |
| 1.  | 5. říjen 1997      | Toulouse, Francie                  | tvrdý     | Jean-Philippe Fleurian | Jacco Eltingh Paul Haarhuis       | 6–3, 7–6              |
| 2.  | 12. duben 1998     | Čennaj, Indie                      | tvrdý     | Olivier Delaître       | Mahesh Bhupathi Leander Paes      | 6–7, 6–3, 6–2         |
| 3.  | 7. květen 2000     | Mnichov, Německo                   | antuka    | Nenad Zimonjić         | David Adams John-Laffnie de Jager | 6–4, 6–4              |
| 4.  | 20. srpen 2000     | Indianapolis, USA                  | tvrdý     | Jonas Björkman         | Lleyton Hewitt Sandon Stolle      | 6–2, 3–6, 6–3         |
| 5.  | 17. červen 2001    | Halle, Německo                     | tráva     | Patrick Rafter         | Daniel Nestor Sandon Stolle       | 6–4, 6–7(5), 6–1      |
| 6.  | 3. únor 2002       | Milán, Itálie                      | koberec   | Julien Boutter         | Karsten Braasch Andrej Olchovskij | 6–3, 6–7(5), 10–12    |
| 7.  | 17. únor 2002      | Marseille, Francie                 | tvrdý     | Julien Boutter         | Arnaud Clément Nicolas Escudé     | 6–4, 6–3              |
| 8.  | 17. březen 2002    | Indian Wells, USA                  | tvrdý     | Roger Federer          | Mark Knowles Daniel Nestor        | 6–4, 6–4              |
| 9.  | 16. červen 2002    | Queen's Club, Anglie               | tráva     | Mahesh Bhupathi        | Wayne Black Kevin Ullyett         | 7–5, 6–3              |
| 10. | 11. srpen 2002     | Cincinnati, USA                    | tvrdý     | Mahesh Bhupathi        | James Blake Todd Martin           | 7–5, 6–3              |
| 11. | 18. srpen 2002     | Indianapolis, USA                  | tvrdý     | Mahesh Bhupathi        | Mark Knowles Daniel Nestor        | 7–6(4), 6–7(5), 6–4   |
| 12. | 20. říjen 2002     | Madrid, Španělsko                  | tvrdý     | Mahesh Bhupathi        | Mark Knowles Daniel Nestor        | 6–3, 7–5, 6–0         |
| 13. | 5. leden 2003      | Adelaide, Austrálie                | tvrdý     | Jeff Morrison          | Jeff Coetzee Chris Haggard        | 2–6, 6–4, 7–6(7)      |
| 14. | 23. únor 2003      | Rotterdam, Nizozemsko              | tvrdý     | Roger Federer          | Wayne Arthurs Paul Hanley         | 7–6(4), 6–2           |
| 15. | 18. květen 2003    | Hamburg, Německo                   | antuka    | Mahesh Bhupathi        | Mark Knowles Daniel Nestor        | 6–4, 7–6(10)          |
| 16. | 15. červen 2003    | Queen's Club, Anglie               | tráva     | Mahesh Bhupathi        | Mark Knowles Daniel Nestor        | 5–7, 6–4, 7–6(3)      |
| 17. | 6. červenec 2003   | Wimbledon, Anglie                  | tráva     | Mahesh Bhupathi        | Jonas Björkman Todd Woodbridge    | 3–6, 6–3, 7–6(4), 6–3 |
| 18. | 12. říjen 2003     | Vídeň, Rakousko                    | tvrdý     | Mahesh Bhupathi        | Yves Allegro Roger Federer        | 7–6(7), 7–5           |
| 19. | 1. srpen 2004      | Montréal, Kanada                   | tvrdý     | Jonas Björkman         | Mahesh Bhupathi Leander Paes      | 6–4, 6–2              |
| 20. | 12. červen 2005    | Queen's Club, Anglie               | tráva     | Jonas Björkman         | Bob Bryan Mike Bryan              | 7–6(11), 7–6(4)       |
| 21. | 11. září 2005      | US Open, USA                       | tvrdý     | Jonas Björkman         | Bob Bryan Mike Bryan              | 6–1, 6–4              |
| 22. | 30. říjen 2005     | Petrohrad, Rusko                   | koberec   | Jonas Björkman         | Julian Knowle Jürgen Melzer       | 4–6, 7–5, 7–5         |
| 23. | 18. červen 2006    | Queen's Club, Anglie               | tráva     | Jonas Björkman         | Paul Hanley Kevin Ullyett         | 6–4, 3–6, 10–8        |
| 24. | 10. září 2006      | US Open, USA                       | tvrdý     | Jonas Björkman         | Martin Damm Leander Paes          | 6–7(5), 6–4, 6–3      |
| 25. | 28. leden 2007     | Australian Open, Austrálie         | tvrdý     | Jonas Björkman         | Bob Bryan Mike Bryan              | 7–5, 7–5              |
| 26. | 26. říjen 2008     | Petrohrad, Rusko                   | tvrdý     | Rohan Bopanna          | Filip Polášek Travis Parrott      | 3–6, 7–6(4), 10–8     |
| 27. | 21. březen 2009    | Indian Wells, USA                  | tvrdý     | Andy Ram               | Mardy Fish Andy Roddick           | 3–6, 6–1, 14–12       |
| 28. | 16. srpen 2009     | Montreal, Kanada                   | tvrdý     | Andy Ram               | Mahesh Bhupathi Mark Knowles      | 6–4, 6–3              |
| 29. | 29. listopad 2009  | Londýn, Spojené království         | tvrdý (h) | Andy Ram               | Bob Bryan Mike Bryan              | 7–6(5), 6–3           |
| 30. | 3. duben 2010      | Miami, USA                         | tvrdý     | Mahesh Bhupathi        | Lukáš Dlouhý Leander Paes         | 6–2, 7–5              |
| 31. | 18. duben 2010     | Monte Carlo, Monako                | antuka    | Mahesh Bhupathi        | Daniel Nestor Nenad Zimonjić      | 6–3, 2–0 skreč        |
| 32. | 22. srpna 2010     | Cincinnati, USA                    | tvrdý     | Mahesh Bhupathi        | Bob Bryan Mike Bryan              | 6–3, 6–4              |
| 33. | 7. listopadu 2010  | Valencia, Španělsko                | tvrdý (h) | Mahesh Bhupathi        | Andy Murray Jamie Murray          | 7–6(8), 5–7, [10–7]   |
| 34. | 28. listopadu 2010 | ATP World Tour Finals 2010, Londýn | tvrdý (h) | Mahesh Bhupathi        | Daniel Nestor Nenad Zimonjić      | 7–6(6), 6–4           |
| 35. | 2. dubna 2010      | Miami, USA                         | tvrdý     | Daniel Nestor          | Mahesh Bhupathi Leander Paes      | 6–7(5), 6–2, [10–5]   |

## Davisův pohár
Max Mirnyj se zúčastnil k dubnu 2010 třiceti osmi zápasů v Davisově poháru za tým Běloruska. Bilance ve dvouhře: 24–18, bilance ve čtyřhře: 24–11.

## Postavení na žebříčku ATP na konci sezóny

### Dvouhra
| Rok    | 1993  | 1994    | 1995   | 1996   | 1997   | 1998   | 1999  | 2000  | 2001  | 2002  | 2003  | 2004  | 2005  | 2006  | 2007   | 2008   | 2009 | 2010 | 2011 | 2012 |
| Pořadí | 1186. | ▼ 1212. | ▲ 399. | ▲ 310. | ▼ 491. | ▲ 264. | ▲ 74. | ▲ 40. | ▲ 35. | ▼ 43. | ▲ 23. | ▼ 46. | ▲ 35. | ▼ 59. | ▼ 151. | ▼ 530. | ▬ x  | ▬ x  | ▬ x  | ▬ x  |

### Čtyřhra
| Rok    | 1995 | 1996   | 1997  | 1998   | 1999  | 2000 | 2001  | 2002 | 2003 | 2004  | 2005 | 2006 | 2007  | 2008  | 2009  | 2010 | 2011 | 2012 |
| Pořadí | 314. | ▲ 167. | ▲ 85. | ▼ 125. | ▲ 32. | ▲ 9. | ▼ 11. | ▲ 3. | ▲ 1. | ▼ 10. | ▲ 4. | ▲ 3. | ▼ 16. | ▼ 32. | ▲ 11. | ▲ 7. | ▲ 3. | ▼ 7. |